# Åke Nilsson (Skirennläufer)
Nils Åke Nilsson (* 10. September 1927 in Storlien; † 5. September 1991 in Östersund) war ein schwedischer Skirennläufer.

## Karriere
Nilsson nahm zwischen 1948 und 1956 an allen internationalen Großereignissen im Alpinen Skisport teil. Sein bestes Ergebnis erzielte er dabei 1956 bei den Olympischen Winterspielen in Cortina d’Ampezzo, welche zugleich auch als Alpine Skiweltmeisterschaften gewertet wurden. Im Slalom belegte er den 14. Platz.
Darüber hinaus gewann Nilsson vier schwedische Meistertitel, je zwei im Riesenslalom und im Slalom.

## Privates
Seine Schwester May Nilsson war ebenfalls als Skirennläuferin aktiv, genauso wie seine Nichten Britt und Ingrid Lafforgue.

## Erfolge

### Olympische Winterspiele
- St. Moritz 1948: 19. Kombination, 38. Abfahrt, DNF Slalom
- Oslo 1952: 18. Slalom, 21. Riesenslalom, 27. Abfahrt
- Cortina d’Ampezzo 1956: 14. Slalom, 20. Riesenslalom

### Alpine Skiweltmeisterschaften
- St. Moritz 1948: 19. Kombination, 38. Abfahrt, DNF Slalom
- Aspen 1950: 31. Riesenslalom[1], 39. Abfahrt[2]
- Oslo 1952: 18. Slalom, 21. Riesenslalom, 27. Abfahrt
- Åre 1954: 19. Riesenslalom[3], 19. Slalom[4]
- Cortina d’Ampezzo 1956: 14. Slalom, 20. Riesenslalom

### Schwedische Meisterschaften
- Gold im Slalom (1948, 1956)
- Gold im Riesenslalom (1954, 1958)
- Silber in der Abfahrt (1951, 1956)
- Silber im Slalom (1949, 1957)
- Bronze im Riesenslalom (1951, 1957)
- Bronze im Slalom (1951, 1954)